# مايك هينيغان
مايك هينيغان (بالإنجليزية: Mike Hennigan)‏ هو لاعب كرة قدم ومدرب كرة قدم بريطاني، ولد في 20 ديسمبر 1942 في ترايبرغ ‏ في المملكة المتحدة. لعب مع برايتون أند هوف ألبيون وشيفيلد وينزداي ونادي ساوثهامبتون.